# 拉福斯科尔迪昂
拉福斯科尔迪昂（法語：La Fosse-Corduan，法語發音：[la fos kɔʁdɥɑ̃]）是法国奥布省的一个市镇，属于塞纳河畔诺让区。

## 地理
拉福斯科尔迪昂（48°26'34"N, 3°39'5"E）面积3.73 平方千米，位于法国大東部大區奥布省，该省份为法国中北部省份，北起马恩省，西接塞纳-马恩省，西南至约讷省，东南至科多尔省，东临上马恩省。
与拉福斯科尔迪昂接壤的市镇（或旧市镇、城区）包括：里尼拉诺讷斯、圣卢德比菲尼、圣马丹德博斯奈。

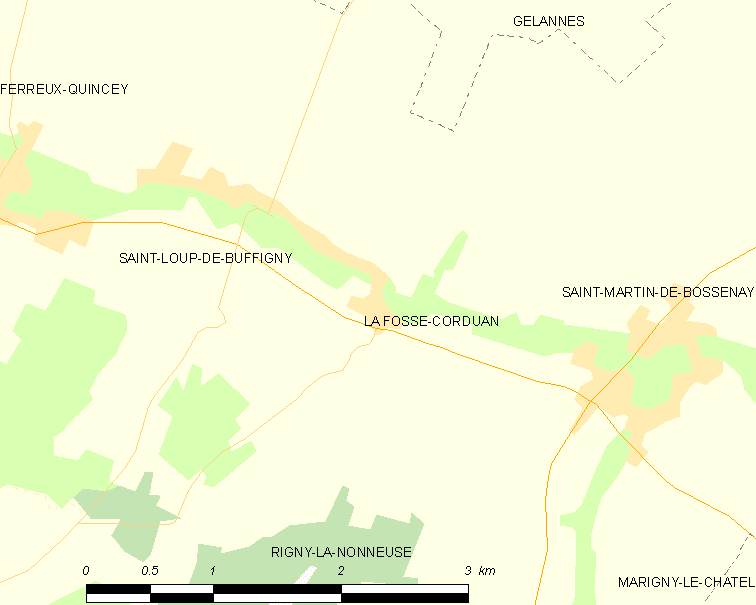
拉福斯科尔迪昂的OSM定位图

拉福斯科尔迪昂的时区为UTC+01:00、UTC+02:00（夏令时）。

## 行政
拉福斯科尔迪昂的邮政编码为10100，INSEE市镇编码为10157。

## 政治
拉福斯科尔迪昂所属的省级选区为圣利耶县。

## 人口

1962-2008年间拉福斯科尔迪昂人口变化图示

拉福斯科尔迪昂于2022年1月1日时的人口数量为213人。